# Alternative Vehicle Centre
Alternative Vehicle Centre war ein britischer Hersteller von Automobilen.

## Unternehmensgeschichte
Terry Sands gründete 1985 das Unternehmen in Redditch in der Grafschaft Worcestershire, nachdem er Sheldonhurst verlassen hatte. Er begann mit der Produktion von Automobilen und Kits. Der Markenname lautete AVC. 1990 endete die Produktion. Insgesamt entstanden über 500 Exemplare. Sands setzte die Produktion ab 1997 in seinem neuen Unternehmen Legend Motor Company fort.

## Fahrzeuge
Die Modelle California und Speedster waren Nachbildungen des Porsche 356, wie sie zuvor von Sheldonhurst hergestellt wurden. Dazu kam der 550 Spyder, eine Nachbildung des Porsche 550 aus den 1950er Jahren.
Der Mongoose war von einem Ford Modell T in Rennwagenausführung von etwa 1927 inspiriert. Die Basis bildete ein Ford Cortina. Darauf wurde eine offene zweisitzige Karosserie montiert. AVC fertigte etwa 50 Exemplare.
Außerdem erfolgten zwischen 1985 und 1986 einige Umbauten des VW Käfer in Cabriolets, die Apollo genannt wurden.